# Fuerza Nacional de Seguridad Pública
La Fuerza Nacional de Seguridad Pública (en portugués: Força Nacional de Segurança Pública), creada en 2004 y con sede en Brasília, en el Distrito Federal, es una cooperación conjunta de las diversas fuerzas de seguridad pública brasileñas, coordinadas por la Secretaría Nacional de Seguridad Pública (en portugués: Secretaria Nacional de Segurança Pública - SENASP), del Ministerio de Justicia. Es un organismo que se creó durante la administración del presidente Luiz Inácio Lula da Silva, un concepto desarrollado por el entonces ministro de Justicia, Márcio Thomaz Bastos.

## Comando
El Secretario de la SENASP, Comisario de Policía de la policía federal, Luiz Fernando Correa, es el encargado general de la Fuerza, mientras que el coronel de la Policía Militar de Rio Grande do Sul, Aurélio Rodrigues Ferreira, ha operativa y el control directo de la fuerza.

## Entrenamiento
La Fuerza Nacional está compuesto por hombres de la policía militar brasileña de los variados estados de Brasil, en coordinación con el Secretario de seguridad pública de cada estado. 
Los oficiales de policía reciben inicialmente 100 horas de formación continua, divididas en diez días de entrenamiento. Son clases en: derechos humanos, el control de disturbios civiles, la gestión de crisis de policía ostensiva, y técnicas de tiro.

## BEPE
El BEPE - Batalhão Especial de Pronto Emprego (Batallón Especial de Despliegue Rápido) es la unidad de élite de la Fuerza Nacional de Seguridad Pública, tiene su sede en Gama, en el Distrito Federal. Su formación eficaz con las unidades de elite de Brasil y del exterior, es apto para ser utilizado en el patrullaje de la policía o de operaciones especiales en cualquier parte del país, fue establecida por el Ministerio de Justicia con el fin de convertirse en las tropas líderes y mejor  entrenadas de la policía del Brasil, y actuar en situaciones de emergencia en seguridad pública, cuando los organismos de aplicación de la ley federal de solicitar la intervención del Estado en caso de emergencia. La urgencia, que pueden ser rápidamente respondido, ya que su cuota es eficaz y no demobilizable, sigue dispuesto a reunirse por la situación crítica en la seguridad pública.

## Performances
En distintas ocasiones, la Fuerza Nacional fue llamada en el estado de Espírito Santo, así como en el estado de Mato Grosso do Sul, principalmente para ayudar con las rebeliones en las cárceles. En otra ocasión, el gobierno federal ofreció enviar a la Fuerza Nacional para ayudar al estado de São Paulo contra los actos de violencia organizada que, en 2006, una vez más por los presos contra las fuerzas de seguridad pública del estado, pero la oferta del gobierno federal fue rechazada por el gobierno estatal, ya que el Estado alegó el control de los presos.
El gobernador del estado de Rio De Janeiro, Sérgio Cabral Filho pidió el apoyo de la Fuerza Nacional de Seguridad Pública de vuelta en 2007, cuando el estado sufrió una ola de ataques por varias facciones criminales. El Gobierno Federal aceptó enviar un contingente de unos 500 hombres y 52 vehículos para patrullar 19 puntos críticos en el estado, sobre todo las zonas de las favelas.

## Armas y equipos Individuales

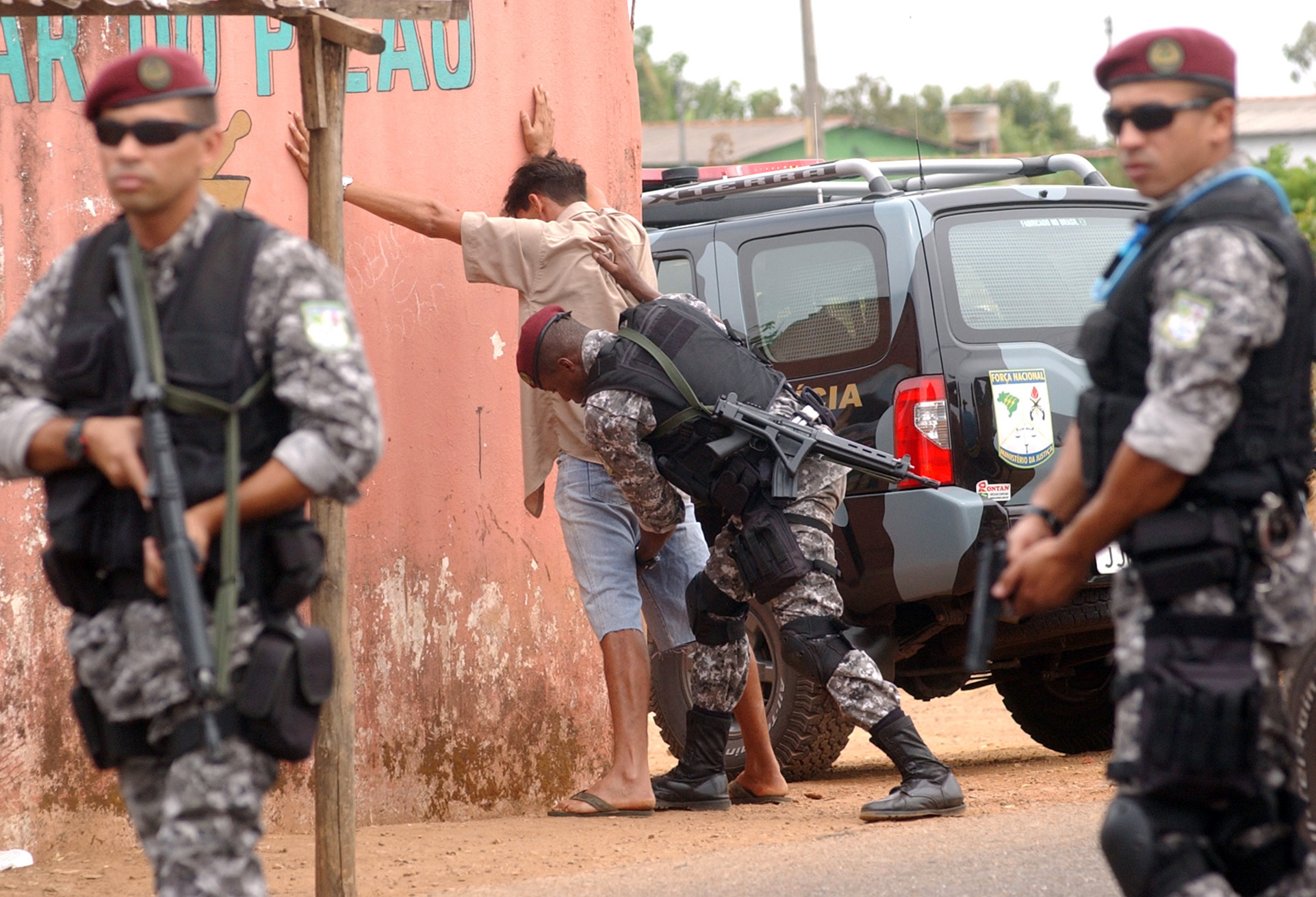
Agents of the Public-Safety National Force active in the Distrito Federal, and Luziânia.

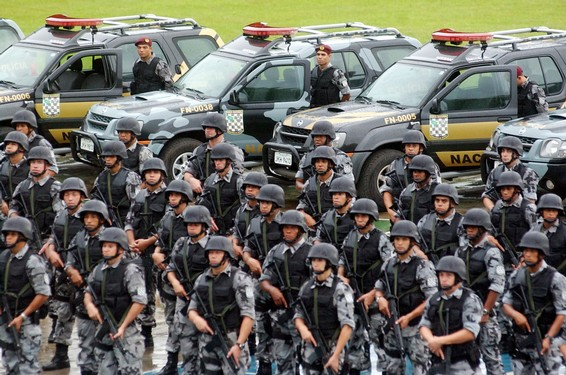
Soldiers and vehicles of the Força Nacional de Segurança.

- FAL and  Para-FAL Assault rifle
- IMBEL MD97 Assault rifle
- IMBEL M1911 pistol Pistol
- Taurus PT92, Taurus PT100 Pistol
- Heckler & Koch MP5 Submachine gun
- Heckler & Koch UMP Submachine gun

## Vehículos
- Nissan Xterra
- Chevrolet Blazer